# (17466) Vargasllosa
(17466) Vargasllosa est un astéroïde de la ceinture principale.

## Description
(17466) Vargasllosa est un astéroïde de la ceinture principale. Il fut découvert le 15 novembre 1990 à La Silla par Eric Walter Elst. Il présente une orbite caractérisée par un demi-grand axe de 2,28 UA, une excentricité de 0,10 et une inclinaison de 7,5° par rapport à l'écliptique.

## Compléments